# 北京师范大学教育技术学院
北京师范大学教育技术学院（英語：Beijing Normal University the School of Educational Technology），成立于2004年年底，2004-2009年为一所独立学院，自2009年开始作为北京师范大学教育学部下属的学术实体机构存在。

## 学院概况
北京师范大学教育技术学院是一个年轻的学术机构，虽然教育技术学专业存在已久，但在国内为该专业成立单独学院的院校并不多见。

### 学院历史
北京师范大学教育技术学院在2004年底成立，前身是在1979年建立的现代教育技术研究所。2009年北京师范大学成立教育学部http://fe.bnu.edu.cn/（页面存档备份，存于）     之后，教育技术学院成为其下属的一个实体性学术机构。
- 硕士点建立时间：1986年，全国第一批教育技术学硕士点
- 博士点建立时间：1993年，全国第一个教育技术学博士点

### 学院荣誉
- 2001年:全国高等学校重点学科
- 2007年:全国高等学校重点学科

## 历任院长
| 任期      | 院长   |
| --------- | ------ |
| 2004-2009 | 黄荣怀 |
| 2009至今  | 余胜泉 |

黄荣怀
男，1965年生，教授，博士生导师。1985年于湖南师范大学获理学学士学位，1988年于北京师范大学数学系获理学硕士学位，2000年于北京师范大学信息科学学院教育技术学专业获理学博士学位。现任北京师范大学教育技术学院长，知识科学与工程研究所所长。
余胜泉 
男，博士，教授。北京师范大学教育技术学院 教授、博士生导师。北京师范大学教育技术学院 院长

## 研究中心
目前教育技术学院下的研究机构有：现代教育技术研究所、远程教育研究中心、信息技术教育研究所、知识科学与工程研究所、教学行为研究所、教学系统设计研究中心、教育技术培训与实验中心。

## 人才培养

### 本科生培养
目前教育技术学院有教育技术学，信息技术教育，数字媒体，教育软件和远程教育五个专业方向。